# Typhoon (film)
Typhoon (Koreaans: 태풍, romanisatie: Taepung) is een Zuid-Koreaanse film uit 2005. De actiefilm werd geschreven en geregisseerd door Kwak Kyung-taek en heeft als hoofdrolspelers Dong-Kun Jong, Jung-Jae Lee en Mi-Yeon Lee. Het verhaal gaat over een Noord-Koreaanse man die wraak probeert te nemen op Zuid-Korea dat hem eerder asiel weigerde. De film was met een budget van $15.000.000 de duurste film tot dan toe die ooit in Korea werd gemaakt. De film kwam uit in Zuid-Korea op 14 december 2005.

## Verhaal
Het hedendaagse verhaal begint met piraterij op een Amerikaans vrachtschip door Koreaanse piraten. Het vrachtschip vervoert in het geheim apparatuur van het Amerikaanse leger. De piraten vermoorden alle opvarenden en nemen de apparatuur mee. De Noord-Koreaanse Sin (Dong-Kun Jong), een van de piraten, verkoopt de apparatuur, waardoor hij in staat is om aan Russisch kernafval te komen.
Toen Sin nog klein was probeerde hij samen met zijn familie te vluchten van Noord- naar Zuid-Korea, via China. De vluchtactie liep uit de hand en zijn hele familie werd doodgeschoten, alleen hij en zijn zus (Mi-Yeon Lee) konden ontsnappen. Om politieke redenen werd hem door Zuid-Korea asiel geweigerd. Sin zwoer vervolgens wraak op de Zuid-Koreanen.
Zuid-Korea stuurt Se-Jong (Jung-Jae Lee) eropuit om een aanval op Zuid-Korea met het kernafval tegen te houden. Se-Jong reist naar Thailand en Rusland om Sin te vinden. Uiteindelijk lokt hij Sin door hem te laten weten dat Sins zus bij hem is. Toch weten Sin en zijn zus, die zwaargewond raakt, te ontspannen.
Met het kernafval vaart Sin richting Zuid-Korea. Het kernafval zit aan ballonnen en kan met een ontstekingsmechanisme tot ontploffing worden gebracht, waardoor op grote schaal radioactief materiaal in de atmosfeer terechtkomt. Se-Jong gaat met een speciale eenheid proberen het schip te onderscheppen. In het windstille oog van een tyfoon vaart Sin richting Zuid-Korea. Met een helikopter bereikt Se-Jong het schip en er ontstaat een hevig gevecht.
De Amerikanen willen echter al het bewijsmateriaal vernietigen en sturen een onderzeeër op pad om het schip van Sin te torpederen. Se-Jong raakt in een persoonlijk gevecht met Sin. Sin en Se-Jong vinden elkaar eigenlijk wel sympathiek. Sin steekt uiteindelijk zichzelf met zijn mes in zijn hart, nadat hij al ernstig verwond was geraakt. Se-Jong slaagt erin enkele gasballonnen als bewijs vrij te laten. Sin had de bommen niet geactiveerd, bleek achteraf, waardoor Zuid-Korea geen acuut gevaar had gelopen.

## Rolverdeling
- Dong-Kun Jong als Sin
- Jung-Jae Lee als Se-Jong
- Mi-Yeon Lee als de zus van Sin
- David McInnis als Somchai, de scherpschutter en een handlanger van Sin
- Chatthapong Pantanaunkul als Toto, een handlanger van Sin